# Ô-Genio: Live in Brazil, 1963
Ô-Genio: Live in Brazil, 1963 – koncertowe DVD amerykańskiego muzyka Raya Charlesa, wydane w 2004 roku. Materiał na nim zawarty zarejestrowany został podczas dwóch koncertów Raya, emitowanych na żywo przez brazylijską telewizję, które odbyły się w 1963 roku w São Paulo, w przeddzień jego trzydziestych trzecich urodzin. Poza zespołem, na scenie w trakcie tych występów Charlesowi towarzyszyli m.in. saksofonista David „Fathead” Newman i Margie Hendricks, przez wielu uważana za najbardziej utalentowaną członkinię The Raelettes.
Ô-Genio: Live in Brazil, 1963 przedstawia Charlesa wykonującego jedne ze swoich największych rock and rollowych hitów („What’d I Say”, „Hit the Road Jack”, „Hallelujah, I Love Her So”, „Don’t Set Me Free”), standardy („You Are My Sunshine” „Carry Me Back to Old Virginny”, „My Bonnie”) oraz utwory country („I Can’t Stop Loving You”, „You Don’t Know Me”).
Ze względu na to, iż koncert transmitowany był w telewizji, DVD zawiera również reklamy emitowane w trakcie przerw między częścią piosenek.
Ô-Genio: Live in Brazil, 1963 jest jednym z najpopularniejszych i najlepiej przyjętych przez odbiorców i krytyków koncertowych DVD Charlesa.

## Lista utworów
1. „What’d I Say” (Charles)
2. „Take These Chains From My Heart” (Heath, Rose)
3. „You Are My Sunshine” (Davis, Mitchell)
4. „Don’t Set Me Free” (Powell)
5. „Carry Me Back to Old Virginny” (Bland)
6. „My Bonnie Traditional”
7. „In the Evening (When the Sun Goes Down)” (Carr)
8. „Just a Little Lovin'” (Arnold, Clements)
9. „You Don’t Know Me” (Arnold, Walker)
10. „Margie” (Conrad, Davis, Robinson)
11. „Hit the Road Jack” (Mayfield)
12. „Moanin'” (Timmons)
13. „Birth of a Band” (Jones)
14. „Hallelujah, I Love Her So” (Charles)
15. „Untitled Jazz” (Charles)
16. „Hallelujah, I Love Her So” (Charles)
17. „In the Evening (When the Sun Goes Down)” (Carr)
18. Reklama: Erontex
19. „Moanin'” (Timmons)
20. „My Bonnie Traditional”
21. „No One” (Pomus, Shuman)
22. „Don’t Set Me Free” (Powell)
23. „Take These Chains From My Heart” (Heath, Rose)
24. Reklama: Erontex
25. „I Can’t Stop Loving You” (Gibson)
26. „Don’t Set Me Free” (Powell)
27. „You Are My Sunshine” (Davis, Mitchell)
28. „What’d I Say” (Charles)
29. Reklama: Ray Charles Entre Nós
30. Końcowa wypowiedź Charlesa